# Valle de Ángeles (ort i Departamento de Comayagua)
Valle de Ángeles är en ort i Honduras.   Den ligger i departementet Departamento de Comayagua, i den västra delen av landet, 70 km nordväst om huvudstaden Tegucigalpa. Valle de Ángeles ligger 687 meter över havet och antalet invånare är 1 101.
Terrängen runt Valle de Ángeles är varierad, och sluttar västerut. Runt Valle de Ángeles är det ganska glesbefolkat, med 36 invånare per kvadratkilometer. Närmaste större samhälle är Comayagua, 5,4 km söder om Valle de Ángeles.  